# Pseudomertensia efornicata
Pseudomertensia efornicata är en strävbladig växtart som först beskrevs av K. H. Rechinger och Riedl, och fick sitt nu gällande namn av Harald Harold Udo von Riedl. Pseudomertensia efornicata ingår i släktet Pseudomertensia och familjen strävbladiga växter. Inga underarter finns listade i Catalogue of Life.